# Silvana Rukaj
Silvana Rukaj (ur. 21 października 1969) – albańska lekkoatletka, dyskobolka.

## Rekordy życiowe
- Rzut dyskiem – 55,58 (1991)[1] rekord Albanii[2][3]